# صموئيل هايدن
صموئيل هايدن هو سياسي كندي، ولد في 6 أكتوبر 1858، وتوفي في 27 أكتوبر 1934. خدم في الهيئة التشريعية لمانيتوبا من 1915 إلى 1920 كعضو في الحزب الليبرالي.
أقام هايدن في مدينة كيلارني خلال مسيرته السياسية. ترشح لأول مرة للهيئة التشريعية في مانيتوبا في انتخابات المحافظات لعام 1914، وخسر أمام السياسي المحافظ شاغل المنصب جورج لورنس بفارق 68 صوتًا في دائرة كيلارني. ترشح مرة أخرى في انتخابات عام 1915 وهزم لورانس بأغلبية 123 صوتًا. فاز الليبراليون بحكومة أغلبية ساحقة في هذه الانتخابات، وخدم هايدن للسنوات الخمس القادمة كمؤيد قوي لحكومة توبياس نوريس.
ترشح لإعادة انتخابه في حملة 1920 لكنه خسر أمام مرشح المزارعين صموئيل فليتشر بأغلبية 396 صوتًا.
توفي هايدن في بلدية ترتل ماونتن عن عمر يناهز 76 عامًا.